# Phú An, Phú Vang
Phú An là một xã ven đầm phá thuộc huyện Phú Vang, thành phố Huế, Việt Nam.
Xã có diện tích 11,35 km², dân số năm 1999 là 8.618 người, mật độ dân số đạt 759 người/km².

## Hành chính
Theo Quyết định 363/QĐ-UBND ngày 29/01/2022 của Chủ tịch UBND tỉnh Thừa Thiên Huế, xã Phú An có 4 thôn:
1. An Truyền
2. Thủy Diện (trước đây gọi là Định Cư).
3. Triều Thủy
4. Truyền Nam